# Chocotte minute
Chocotte minute est une série télévisée d'animation française en 52 épisodes de 13 minutes, diffusée à partir du 3 septembre 2003 sur M6 dans l'émission M6 Kid.

## Distribution
- Donald Reignoux : Jakob
- Valérie De Vulpian : Clarisse
- Guillaume Lebon : La Gauffre
- Evelyne Grandjean, Jean-François Kopf, Jean-Claude Montalban, Henri Guybet, Benoît Allemane : voix additionnelles

## Synopsis
Wadislas Krolak est un génial créateur condamné à vivre au large de Crokette-sur-mer avec son compagnon Crapulos. Il possède une machine qui utilise la peur des enfants et les transforme en jus de chocotte, véritable fontaine de jouvence pour ce sorcier maléfique. 
Au cours des 52 épisodes de la série, ce sont toutes les peurs enfantines qui sont absorbées... de la peur du noir à celle de la rentrée, de l'angoisse du vide à la phobie des araignées, nos héros doivent les surmonter pour grandir en toute confiance dans le rire.

## Fiche technique
- Production : Fox Kid, AB Productions, M6
- Créateurs et auteurs littéraire et graphique de la série : Elastik Jane et Pepper Sue
- Réalisation : Thibaut Chatel, Valérie Dabos
- Scénarios : Patrice Mithois, Anne-Marie Mithois, Frank Bertrand, Thibaut Chatel, Jacqueline Monsigny Pepper Sue et Elastik Jane
- Auteurs des personnages : Pepper Sue et Elastik Jane
- Production : Frédérik Rangé
- Musique : Fabrice Aboulker
- Décors : Anita Pétillon
- Props et Fx : Olivier Dussert
- Année de production : 2002

## Épisodes
1. Le nouvel instit
2. Match truqué
3. Tempête sur la régate
4. Le monstre de la cave
5. L'épouvantail
6. La maison hantée
7. Le tableau magique
8. Petit Kloosky deviendra grand
9. Panique sur le grand huit
10. Perdus dans le passé
11. Rage de dent
12. L'excursion infernale
13. Une étrange Zahya
14. Le grand vertige
15. Chaud froid mortel
16. Le voisin grincheux
17. Les griffes de l'ours
18. La cité médiévale
19. Cobras en liberté
20. Le labyrinthe des miroirs
21. Voyage sous terre
22. Vive Halloween
23. Le piège d'halloween
24. Maudit pantin
25. Un mauvais esprit
26. Rendez vous au musée de cire
27. Cauchemars
28. Le vagabond du diable
29. Zahya doit disparaître
30. Le Neptune ne répond plus
31. Le club du dragon
32. Mangeur d'hommes
33. Dans la peau d'un chat
34. L'île interdite
35. Nettoyage décapant
36. Parachute démentiel
37. Noël en danger
38. Noël sans cadeau
39. Folle magie
40. Gare aux guêpes
41. Disparition en camping
42. Pluton attaque
43. Prédiction fatale
44. Interdit au moins [sic] de 16 ans
45. Oiseau de malheur
46. Elle voit des monstres partout
47. La boussole ensorcelée
48. Robotor
49. L'enfer des neiges
50. La nuit des sorciers
51. Krolak : le retour
52. Le gladiateur fou

## Produits dérivés

### DVD
- Chocotte minute - Volume 1 (15 octobre 2006)